# محمد صوان
محمد حسن محمد صوان (بالإنجليزية: Mohamed Sowan) ، (مواليد 9 سبتمبر 1959 بمدينة مصراتة) هو سياسي ليبي، تقلد في 3 مارس 2012 منصب رئيس حزب العدالة والبناء, ترك الحزب بعد فوز عماد البناني في انتخابات رئاسة الحزب, اسس بعد ذلك الحزب الديمقراطي في 23 اكتوبر 2021 

## حياته السياسية
صوان هو أحد مؤسسي حزب العدالة والبناء وهو ثاني أكبر حزب سياسي في ليبيا في انتخابات المؤتمر الوطني العام سنة 2012 خلف حزب تحالف القوى الوطنية، وبعد تفكك الأخير أصبح حزب العدالة والبناء الحزب السياسي الأكثر تنظيماً ونشاطاً في المشهد الليبي بحسب صحيفة ليبيراسيون الفرنسية. إلى أن قدّم عدد من القيادات التنفيذية في حزب العدالة والبناء استقالاتهم بعد أسابيع من انتخاب قيادة جديدة، ما يعكس حجم الخلافات والانقسامات داخل الحزب.
وبصفته رئيساً للحزب كان صوان أحد أبرز الأطراف الموقعة على الاتفاق السياسي الليبي، كما ساهم عبر كتلته في المؤتمر الوطني في دفع المؤتمر إلى التوقيع على الاتفاق في الصخيرات المغربية بالرغم من رفض رئيس المؤتمر نوري بو سهمين آنذاك لمشاركة المؤتمر في التوقيع، مما يعكس نفوذ صوان وتأثيره على الصعيد السياسي.

## وصلات خارجية
- محمد صوان  على فيسبوك.
- محمد صوان على تويتر.

## مقالات ذات صلة
- مجلس الدولة (ليبيا)
- المجلس الرئاسي (ليبيا)
- اتفاق الصخيرات
- حكومة الوفاق الوطني الليبية
- الحرب الأهلية الليبية (2014–الآن)